# 사랑한다 말하기
《사랑한다 말하기》는 2003년 3월 7일에 MBC에서 방영한 베스트극장이다.

## 등장 인물

### 주요 인물
- 독고영재 : 강민수 역 (아역 신준호)

### 주변 인물
- 김인문 : 강민수의 아버지 역
- 양미경 : 강민수의 아내 역
- 명계남 : 윤태현 역 – 정신상담소 소장
- 김하균 : 강민수의 운전기사 역
- 이원종 : 아버지의 친구 역
- 이두일 : 강윤수 역 - 강민수의 동생
- 노형욱 : 강무열 역 - 강민수의 아들
- 허지원 : 강은재 역 - 강민수의 딸

### 그 외 인물
- 오협
- 이경미
- 서진욱
- 이경순
- 유희상
- 이영미
- 유병익
- 한상원 (아역)